# 님 (게임)

님(Nim)은 수학적 전략 보드 게임이다. 몇개의 줄에 숫자나 자연수개의 돌을 두고 순서대로 돌아가면서 한 줄에서 정해진 수의 숫자를 제거한다. 가져오는 숫자에는 상한이 있으며 무조건 1개만 가져와야 한다. 마지막 돌을 가져오는 사람이 이긴다.

## 변형
마지막 돌을 가져오는 사람이 지는 것으로 하기도 한다. 줄이 하나인 경우에 대응되는 것으로 1부터 시작해서 서로 몇개부터 몇개까지 정해진 개수의 숫자를 부르고 (예를 들어 처음 3개를 부를 때는 1, 2, 3) 마지막 수로 정해진 수를 부르면 이기거나 지는 것으로 하기도 한다. 님은 여러 가지 수학 문제에서 많이 사용된다.

## 같이 보기
- 님버
- 레이먼드 레드헤퍼